# تاش ناپمن
تاش ناپمن (انگلیسی: Tash Knapman؛ زادهٔ ۲۲ اوت ۱۹۹۱) بازیکن فوتبال اهل بریتانیا است.